# Pearl White
Pearl White (ur. 4 marca 1889 w Green Ridge, zm. 4 sierpnia 1938 w Paryżu) – amerykańska aktorka filmowa, występowała m.in. w serialu kinowym Niebezpieczeństwa czyhające na Pauline (org. Perils of Pauline, 1914). Wymieniana jako pierwsza amerykańska aktorka, która zdobyła międzynarodową sławę. Była ikoną francuskich surrealistów i awangardowych filmowców radzieckich.

## Życiorys
W przemyśle filmowym pracowała od ok. 1910. Początkowo grywała dla Powers Company, Lubin Manufacturing Company oraz Crystal Film Company.
Przełom w jej karierze nastąpił, kiedy zaczęła występować w serialu Niebezpieczeństwa czyhające na Pauline, realizowanym przez amerykański oddział wytwórni Pathé. Dwudziestoodcinkowy serial wyświetlany był od grudnia 1913 do marca 1914 i cieszył się ogromną popularnością. Jego bohaterką była Pauline, dziedziczka wielkiej fortuny, na którą czyha jej prawny opiekun, Raymond Owen, chcący ją zabić i przejąć należny jej majątek. Fabuła serialu była atrakcyjna i emocjonująca, kolejne odcinki przedstawiały Pauline przeżywającą ekscytujące przygody (lot balonem, wyścigi samochodowe, wyścigi konne, podróż łodzią podwodną) i znajdującą się w wielu niebezpiecznych sytuacjach (porwanie przez piratów czy Indian, groźby gangsterów, pożar, zalanie, uwięzienie w jaskini itp.). Bohaterka wydostawała się z nich dzięki własnemu szczęściu, sprawności fizycznej i wsparciu dzielnego narzeczonego. Serial, również dzięki intensywnej promocji, przyciągał do kina rzesze widzów. Pearl White samodzielnie wykonywała wszystkie (jak sama twierdziła) lub wiele (co jest bardziej prawdopodobne) numerów kaskaderskich w serialu. Podczas realizacji jednej ze scen, spadła ze schodów i poważnie uszkodziła sobie kręgosłup, co stało się przyczyną wieloletniego bólu oraz – pogłębiając się – przyczyniło do jej rezygnacji z aktorstwa w późniejszych latach.
W następnych latach była obsadzana w kolejnych serialach, m.in. The Exploits of Elaine (1914), The New Exploits of Elaine (1915), The Romance of Elaine (1915), The Iron Claw (1916), Pearl of the Army (1916), The Fatal Ring (1917), The House of Hate (1918), The Lightning Raider (1919), The Black Secret (1919). Cieszyły się one międzynarodową popularnością i były wyświetlane m.in. w Rosji, Japonii, Francji, Szwecji i we Włoszech. Przynosiły znaczne zyski wytwórni i budowały popularność aktorki (objawiającą się m.in. ogromnymi ilościami listów od fanów, które otrzymywała każdego dnia). W 1916 została wybrana najpopularniejszą aktorką w plebiscycie czasopisma Motion Picture Magazine.
W 1919, zmęczona graniem w serialach, charakteryzujących się ogromnym tempem produkcji, opuściła Pathé i przeniosła się do wytwórni Fox Film Corporation, gdzie zajęła się występowaniem w filmach pełnometrażowych. Jednak nie cieszyły się one zbyt wielką popularnością i White wróciła do francuskiej wytwórni, biorąc udział w serialu Plunder (1922). Na planie tego serialu wydarzył się tragiczny wypadek, w wyniku którego zastępujący White kaskader John Stevenson zmarł podczas wykonywania kaskaderskiego numeru.
W 1923 przeniosła się do Europy, a rok później zagrała w swoim ostatnim filmie – Terror. W kolejnych latach zajmowała się m.in. występami scenicznymi, prowadzeniem kasyna, klubu nocnego i stajni koni wyścigowych. Mimo trwającego kryzysu finansowo radziła sobie znakomicie, posiadała liczne nieruchomości i podróżowała po całym świecie.
Zmarła w 1938 na skutek niewydolności wątroby, po latach problemów zdrowotnych (związanych z pogłębiającymi się bólami kręgosłupa) i problemach z nadużywaniem alkoholu.